# 日野レッドドルフィンズ
日野レッドドルフィンズ（ひのレッドドルフィンズ、英: Hino RED DOLPHINS）は、ジャパンラグビーリーグワンに所属する日野自動車のラグビーチームである。略称は「日野RD」。練習グラウンドは、日野自動車総合グラウンド（東京都日野市）。

## 概要
- 1950年創部[2]
- チーム理念は『ラグビーを通じて、社内外の人々の心身の健全な発達と、地域社会の発展・活性化に貢献し、社会的課題を解決する。』[2]
- 練習と公式戦を行うグラウンドは、東京都日野市の日野自動車総合グランド[3]。
- 1960年、関東社会人リーグ1部[注 1] に初年度から参加。1961年の春季リーグ[注 2]、1963年と1964年の秋季トーナメント[注 2] で優勝した古豪である。1972年シーズン終了後に関東社会人リーグ2部に降格。1981年に再び1部に昇格したが、1986年に再降格[4]。
- 全国社会人大会には2回（1961、1965年度）出場。ともに前年優勝の八幡製鉄と対戦し初戦敗退。
- 2017-18シーズンまでの旧称は日野自動車レッドドルフィンズ。
- 2018年のトップリーグ入替戦でNTTドコモに勝利して、トップリーグに悲願の初昇格を果たす。同時にチーム名を地域密着の観点から、企業名ではなく、自治体名を用いた「日野レッドドルフィンズ」に変更した。
- 7人制ラグビー大会のYC&AC JAPAN SEVENSで、優勝2回を誇る。
- 2021年7月16日、新リーグジャパンラグビーリーグワンの2部リーグに振り分けされることになった[5]。
- 2023年2月3日付で、活動の無期限停止[6]。3月3日に全試合辞退を発表し、次期3部リーグへの降格が決定した[7][8][9]。
- 2023年3月31日、箕内拓郎ヘッドコーチ、元日本代表の久富雄一や木津武士など、選手10人、スタッフ19人の退団が発表された[10][11]。
- 2023年4月からチーム活動を再開し、2023-24シーズンはDIVISION3で競う[10]。
- 2024年3月24日、2023-24シーズン全15節のうち第10節まで全勝で勝点を重ね、DIVISION3の上位2位以内が確定し、次期2024-25シーズンのDIVISION2入りが決定[12][13][14]。4月20日（第13節）には8勝1分0敗（勝ち点45）でDIVISION3優勝が決まった[15][16]。

## チームスローガン
- 2020-21シーズン：Winning Environment[2]
- 2022-23シーズン：CONNECTION[17][18]
- 2023-24シーズン：WXCITING NEW CHALLENGE[19][20]、TAP（「強く（T）、愛され（A）、この街の誇り（PRIDE）となるようなチーム」「チームワーク、アクション、プライド」）[21]

## タイトル
最上位リーグ
- 関東社会人リーグ[注 1]・春季リーグ[注 2]　優勝：1回（1961）

カップ戦
- 関東社会人リーグ[注 1]・秋季トーナメント[注 2]　優勝：2回（1963, 1964）

7人制大会
- YC&AC JAPAN SEVENS　優勝：2回（1960, 1963）

## 成績

### 全国社会人大会戦績
| 回 | 年度 | 地区 | 成績      | 試 | 勝 | 分 | 敗 | 得 | 失 | 差  | 備考                       |
| -- | ---- | ---- | --------- | -- | -- | -- | -- | -- | -- | --- | -------------------------- |
| 14 | 1961 | 東京 | 1回戦敗退 | 1  | 0  | 0  | 1  | 6  | 14 | -8  | 日野自動車のチーム名で出場 |
| 18 | 1965 | 東京 | 1回戦敗退 | 1  | 0  | 0  | 1  | 0  | 30 | -30 |                            |

### リーグ戦戦績[22]

#### トップリーグ創設以前
- 1991-1992 関東社会人リーグ2部 2位（5勝1敗）
- 1992-1993 関東社会人リーグ2部 6位（2勝4敗）
- 1993-1994 関東社会人リーグ2部 優勝（6勝）
- 1994-1995 関東社会人リーグ2部 4位（3勝3敗）、関東社会人リーグ1部昇格
- 1995-1996 関東社会人リーグ1部 7位（2勝5敗）
- 1996-1997 関東社会人リーグ1部 5位（3勝4敗）
- 1997-1998 関東社会人リーグ1部 4位（3勝4敗）
- 1998-1999 関東社会人リーグ1部Aグループ 8位（1勝6敗）
- 1999-2000 関東社会人リーグ1部Aグループ 8位（7敗）
- 2000-2001 関東社会人リーグ1部Bグループ 6位（2勝5敗）
- 2001-2002 関東社会人リーグ1部Bグループ 6位（2勝5敗）
- 2002-2003 関東社会人リーグ1部Bグループ 5位（3勝4敗）

#### トップリーグ
- 2003-2004 関東社会人リーグ1部 優勝（9勝）
- 2004-2005 関東社会人リーグ1部 優勝（9勝）
- 2005-2006 関東社会人リーグ1部 2位（8勝1敗）
- 2006-2007 関東社会人リーグ1部 優勝（10勝1敗）
- 2007-2008 関東社会人リーグ1部 優勝（10勝1敗）、トップイースト11昇格
- 2008-2009 トップイースト11 10位（1勝9敗）、関東社会人リーグ1部降格
- 2009-2010 関東社会人リーグ1部 優勝（11勝）、トップイーストリーグ昇格
- 2010-2011 トップイーストリーグ 8位（3勝8敗）
- 2011-2012 トップイーストリーグ Div.1 8位（1勝7敗1分）
- 2012-2013 トップイーストリーグ Div.1 9位（2勝7敗）
- 2013-2014 トップイーストリーグ Div.1 7位（3勝6敗）
- 2014-2015 トップイーストリーグ Div.1 4位（6勝3敗）
- 2015-2016 トップイーストリーグ Div.1 4位（6勝3敗）
- 2016-2017 トップイーストリーグ Div.1 2位（8勝1敗）、トップチャレンジ2：1位、トップチャレンジ1：3位、トップリーグ入替戦：敗戦、ジャパンラグビートップチャレンジリーグへ参入
- 2017-2018 トップチャレンジリーグ 2位（1stステージ：2位 6勝1敗、2ndステージ：2勝1敗）、トップリーグ入替戦：勝利、ジャパンラグビートップリーグ昇格
- 2018-2019 トップリーグ 14位（リーグ戦：レッドカンファレンス7位 1勝6敗、順位決定トーナメント：1回戦 敗戦、13位決定戦 敗戦、トップリーグカップ 14位（プール戦：4位 3敗、順位決定トーナメント：13位決定戦 敗戦）、トップリーグ入替戦：勝利、トップリーグ残留
- 2019-2020 （トップリーグカップ プール戦：敗退（4位 2勝3敗）、後述する選手の不祥事によりリーグ戦を途中辞退（辞退時点での成績：1勝5敗）
- トップリーグ2021 リーグ戦ホワイトカンファレンス7位、プレーオフトーナメント9位[23]

#### JAPAN RUGBY LEAGUE ONE
| シーズン | DIVISION  | 最終順位 | リーグ順位  | 試合数 | 勝点 | 勝 | 分 | 負 | 得点 | 失点 | 得失差 | 順位決定戦/入替戦                        | 備考         |
| -------- | --------- | -------- | ----------- | ------ | ---- | -- | -- | -- | ---- | ---- | ------ | ---------------------------------------- | ------------ |
| 2022     | DIVISION2 | 4位      | 4位/6チーム | 10     | 22   | 4  | 0  | 6  | 285  | 247  | 38     | 順位決定戦4位                            | [ 24 ]       |
| 2022-23  | DIVISION2 | 6位      | 6位/6チーム | 10     | 7    | 1  | 0  | 9  | 124  | 208  | -84    | 順位決定戦および 入替戦の辞退 により降格 | [ 9 ] [ 25 ] |
| 2023-24  | DIVISION3 | 優勝     | 1位/5チーム | 12     | 49   | 10 | 1  | 1  | 512  | 272  | 240    | 自動昇格                                 | [ 26 ]       |
| 2024-25  | DIVISION2 | 5位      | 5位/8チーム | 14     | 26   | 5  | 1  | 8  | 348  | 507  | -159   | なし                                     | [ 27 ]       |

## 2024-25シーズンの順位
| \| \| JAPAN RUGBY LEAGUE ONE 2024-25 DIVISION 2 順位表（2025年5月31日時点）出典：[28] \| 編集 \|                                                                                        | | | | | | | | | | | | | | | | |
| リーグ戦 順位 | チーム | 試合数 | 勝ち点 | 勝 | 分 | 負 | 得点 | 失点 | 得失差 | T | G | PG | DG | 反則数 | 入替戦 | 最終結果 |
| 優勝 | 豊田自動織機シャトルズ愛知 | 14 | 52 | 11 | 0 | 3 | 482 | 266 | 216 | 71 | 56 | 5 | 0 | 173 | 第13節でDIVISION2優勝決定 DIVISION1 12位との入替戦                                                                                                  | 残留 |
| 2位 | 花園近鉄ライナーズ | 14 | 51 | 10 | 1 | 3 | 489 | 296 | 193 | 72 | 51 | 9 | 0 | 159 | 第14節で2位決定 DIVISION1 11位との入替戦 | 残留 |
| 3位 | NECグリーンロケッツ東葛 | 14 | 49 | 10 | 0 | 4 | 513 | 313 | 200 | 76 | 59 | 4 | 1 | 167 | ‐ | ‐ |
| 4位 | レッドハリケーンズ大阪 | 14 | 30 | 6 | 0 | 8 | 337 | 356 | -19 | 43 | 31 | 20 | 0 | 159 | ‐ | ‐ |
| 5位 | 日野レッドドルフィンズ | 14 | 26 | 5 | 1 | 8 | 348 | 507 | -159 | 50 | 34 | 10 | 0 | 184 | ‐ | ‐ |
| 6位 | 九州電力キューデンヴォルテクス | 14 | 21 | 5 | 1 | 8 | 327 | 436 | -109 | 40 | 29 | 22 | 1 | 157 | 第14節でD3入替戦を回避決定 | ‐ |
| 7位 | 清水建設江東ブルーシャークス | 14 | 24 | 5 | 1 | 8 | 345 | 487 | -142 | 44 | 34 | 19 | 0 | 157 | DIVISION3 2位との入替戦 | 残留 |
| 8位 | 日本製鉄釜石シーウェイブス | 14 | 11 | 2 | 0 | 12 | 326 | 506 | -180 | 44 | 35 | 12 | 0 | 148 | 第13節で最下位確定 DIVISION3 1位との入替戦 | 残留 |
| | | | | | | | | | | | | | | | | |
| - 勝ち点は、勝ち4点、引き分け2点、負け0点。 - ただし、7点差以内の負けは1点を付与、3トライ差以上での勝ちは追加で1点を付与。 - 同じ勝ち点である場合は下記の順番で順位を決定する。 1. 抽選 | - 勝ち点は、勝ち4点、引き分け2点、負け0点。 - ただし、7点差以内の負けは1点を付与、3トライ差以上での勝ちは追加で1点を付与。 - 同じ勝ち点である場合は下記の順番で順位を決定する。 1. 抽選 | - 勝ち点は、勝ち4点、引き分け2点、負け0点。 - ただし、7点差以内の負けは1点を付与、3トライ差以上での勝ちは追加で1点を付与。 - 同じ勝ち点である場合は下記の順番で順位を決定する。 1. 抽選 | - 勝ち点は、勝ち4点、引き分け2点、負け0点。 - ただし、7点差以内の負けは1点を付与、3トライ差以上での勝ちは追加で1点を付与。 - 同じ勝ち点である場合は下記の順番で順位を決定する。 1. 抽選 | - 勝ち点は、勝ち4点、引き分け2点、負け0点。 - ただし、7点差以内の負けは1点を付与、3トライ差以上での勝ちは追加で1点を付与。 - 同じ勝ち点である場合は下記の順番で順位を決定する。 1. 抽選 | - 勝ち点は、勝ち4点、引き分け2点、負け0点。 - ただし、7点差以内の負けは1点を付与、3トライ差以上での勝ちは追加で1点を付与。 - 同じ勝ち点である場合は下記の順番で順位を決定する。 1. 抽選 | - 勝ち点は、勝ち4点、引き分け2点、負け0点。 - ただし、7点差以内の負けは1点を付与、3トライ差以上での勝ちは追加で1点を付与。 - 同じ勝ち点である場合は下記の順番で順位を決定する。 1. 抽選 | - 勝ち点は、勝ち4点、引き分け2点、負け0点。 - ただし、7点差以内の負けは1点を付与、3トライ差以上での勝ちは追加で1点を付与。 - 同じ勝ち点である場合は下記の順番で順位を決定する。 1. 抽選 | - 勝ち点は、勝ち4点、引き分け2点、負け0点。 - ただし、7点差以内の負けは1点を付与、3トライ差以上での勝ちは追加で1点を付与。 - 同じ勝ち点である場合は下記の順番で順位を決定する。 1. 抽選 | - 勝ち点は、勝ち4点、引き分け2点、負け0点。 - ただし、7点差以内の負けは1点を付与、3トライ差以上での勝ちは追加で1点を付与。 - 同じ勝ち点である場合は下記の順番で順位を決定する。 1. 抽選 | - 勝ち点は、勝ち4点、引き分け2点、負け0点。 - ただし、7点差以内の負けは1点を付与、3トライ差以上での勝ちは追加で1点を付与。 - 同じ勝ち点である場合は下記の順番で順位を決定する。 1. 抽選 | - 勝ち点は、勝ち4点、引き分け2点、負け0点。 - ただし、7点差以内の負けは1点を付与、3トライ差以上での勝ちは追加で1点を付与。 - 同じ勝ち点である場合は下記の順番で順位を決定する。 1. 抽選 | - 勝ち点は、勝ち4点、引き分け2点、負け0点。 - ただし、7点差以内の負けは1点を付与、3トライ差以上での勝ちは追加で1点を付与。 - 同じ勝ち点である場合は下記の順番で順位を決定する。 1. 抽選 | - 勝ち点は、勝ち4点、引き分け2点、負け0点。 - ただし、7点差以内の負けは1点を付与、3トライ差以上での勝ちは追加で1点を付与。 - 同じ勝ち点である場合は下記の順番で順位を決定する。 1. 抽選 | - 勝ち点は、勝ち4点、引き分け2点、負け0点。 - ただし、7点差以内の負けは1点を付与、3トライ差以上での勝ちは追加で1点を付与。 - 同じ勝ち点である場合は下記の順番で順位を決定する。 1. 抽選 | - 1位はDIVISION1の12位と、 2位はDIVISION1の11位と、 それぞれ入替戦を行う。 - 7位はDIVISION3の2位と、 8位はDIVISION3の1位と、 それぞれ入替戦を行う。 | - 1位はDIVISION1の12位と、 2位はDIVISION1の11位と、 それぞれ入替戦を行う。 - 7位はDIVISION3の2位と、 8位はDIVISION3の1位と、 それぞれ入替戦を行う。 |
| | JAPAN RUGBY LEAGUE ONE 2024-25 DIVISION 2 順位表（2025年5月31日時点）出典： | 編集 | | | | | | | | | | | | | | |

## 2025-26シーズンのスコッド
開幕前、2025-26シーズンでの選手登録までは、「チームに所属している選手」の一覧に過ぎないことに留意。
カテゴリA（日本代表の実績または資格あり）は、試合登録枠17名以上、同時出場可能枠11名以上。カテゴリB（日本代表の資格獲得見込み）は、試合登録枠・同時出場可能枠ともに任意。カテゴリC（他国代表歴あり等、カテゴリ A, B以外）は、試合登録枠3名以下。
日野レッドドルフィンズの2025-26シーズンのスコッドは下記のとおり。2025年6月5日現在。
ヘッドコーチ: 苑田右二
| 選手               | ポジション              | 身長  | 体重  | 誕生日（年齢）         | 登録区分  |
| ------------------ | ----------------------- | ----- | ----- | ---------------------- | --------- |
| 床田淳貴           | プロップ1               | 178cm | 102kg | 2001年12月13日（23歳） | カテゴリA |
| 徳田悠人           | プロップ1               | 176cm | 107kg | 1999年4月27日（26歳）  | カテゴリA |
| 檀野友多郎         | プロップ1               | 180cm | 108kg | 1998年8月4日（26歳）   | カテゴリA |
| 玉木皓盛           | フッカー                | 177cm | 100kg | 2001年6月4日（24歳）   | カテゴリA |
| 谷口永遠           | フッカー                | 173cm | 102kg | 2001年2月22日（24歳）  | カテゴリA |
| 中川大毅           | フッカー                | 174cm | 103kg | 1994年11月7日（30歳）  | カテゴリA |
| 鳥越空             | プロップ3               | 176cm | 103kg | 2001年12月27日（23歳） | カテゴリA |
| 吉村一将           | プロップ3               | 176cm | 113kg | 2001年8月1日（23歳）   | カテゴリA |
| 小山内健           | プロップ3               | 177cm | 110kg | 1996年9月22日（28歳）  | カテゴリA |
| 船木頌介           | プロップ3               | 177cm | 109kg | 1996年9月14日（28歳）  | カテゴリA |
| 土屋眞             | プロップ3               | 183cm | 116kg | 1990年2月23日（35歳）  | カテゴリA |
| 矢野裕二郎         | ロック                  | 192cm | 106kg | 2001年7月7日（23歳）   | カテゴリA |
| 奈須秀虎           | ロック                  | 186cm | 106kg | 1984年9月30日（40歳）  | カテゴリA |
| 高城喜一           | フランカー              | 187cm | 104kg | 2001年12月9日（23歳）  | カテゴリA |
| AJ・ウルフ         | フランカー              | 197cm | 120kg | 2001年9月3日（23歳）   | カテゴリB |
| 井島彰英           | フランカー              | 180cm | 95kg  | 2000年10月29日（24歳） | カテゴリA |
| ジョシュ・フェナー | フランカー              | 196cm | 118kg | 1999年1月9日（26歳）   | カテゴリB |
| 中鹿駿             | フランカー              | 181cm | 105kg | 1998年10月8日（26歳）  | カテゴリA |
| 高橋在人           | フランカー              | 184cm | 104kg | 1997年1月9日（28歳）   | カテゴリA |
| 朝長駿             | フランカー              | 182cm | 94kg  | 1997年2月14日（28歳）  | カテゴリA |
| 園木邦弥           | ウイング                | 175cm | 90kg  | 1994年6月10日（30歳）  | カテゴリA |
| 李淳也             | フランカー              | 175cm | 87kg  | 1993年12月27日（31歳） | カテゴリA |
| 西村雄大           | フランカー              | 184cm | 104kg | 1991年9月23日（33歳）  | カテゴリA |
| ノア・トビオ       | ナンバー8               | 185cm | 111kg | 1999年2月5日（26歳）   | カテゴリA |
| 堀江恭佑           | ナンバー8               | 183cm | 106kg | 1990年7月11日（34歳）  | カテゴリA |
| 畑田康太朗         | スクラムハーフ          | 167cm | 69kg  | 2000年1月6日（25歳）   | カテゴリA |
| 篭島優輝           | スクラムハーフ          | 166cm | 70kg  | 1994年1月15日（31歳）  | カテゴリA |
| 服部莞太           | スクラムハーフ          | 170cm | 72kg  | 2002年9月4日（22歳）   | カテゴリA |
| 土肥恵太           | スタンドオフ            | 177cm | 85kg  | 2000年6月5日（25歳）   | カテゴリA |
| 田中秀             | スタンドオフ            | 175cm | 81kg  | 1998年11月22日（26歳） | カテゴリA |
| サイモン・ヒッキー | スタンドオフ            | 178cm | 80kg  | 1994年1月12日（31歳）  | カテゴリB |
| 野口順平           | スタンドオフ            | 166cm | 75kg  | 2002年4月14日（23歳）  | カテゴリA |
| 堀日向太           | スタンドオフ / センター | 174cm | 80kg  | 2002年4月8日（23歳）   | カテゴリA |
| 広瀬龍二           | センター                | 171cm | 86kg  | 2000年4月9日（25歳）   | カテゴリA |
| マリー・コスター   | センター                | 188cm | 106kg | 1999年2月21日（26歳）  | カテゴリB |
| 大内空             | センター                | 177cm | 88kg  | 1997年2月16日（28歳）  | カテゴリA |
| 東郷太朗丸         | センター                | 173cm | 84kg  | 1994年8月13日（30歳）  | カテゴリA |
| 福士萌起           | ウイング                | 184cm | 100kg | 1999年3月11日（26歳）  | カテゴリA |
| 小島昂             | ウイング                | 185cm | 90kg  | 1998年4月29日（27歳）  | カテゴリA |
| 石本拓巳           | フルバック              | 179cm | 82kg  | 2001年5月8日（24歳）   | カテゴリA |
| 床田聖悟           | フルバック              | 182cm | 90kg  | 1997年9月27日（27歳）  | カテゴリA |
| 髙野恭二           | フルバック              | 174cm | 83kg  | 1996年10月25日（28歳） | カテゴリA |
| 金昂平             | フルバック              | 178cm | 85kg  | 2002年4月8日（23歳）   | カテゴリA |

## 過去の所属選手
- アニセサムエラ
- 新井信善
- 井越慎介
- 石橋尚也
- ウィリアム・トゥポウ
- 植村健太郎
- 大窪遥
- 小川優輔
- 小澤和人
- 小沢翔平
- 小野貴久
- 片岡将
- 片倉胖
- 北川俊澄
- 君島良夫
- ギリーズ・カカ
- キリベ・ナロリ
- 崩光瑠
- クリップスヘイデン
- 黒木大貴
- 坂本椋矢
- 佐々木隆道
- 真田裕継
- 篠田正悟
- ジャック・デブレチェニ
- 庄司壽之
- 調建造
- 瀬崎隼人
- 田川明洋
- 竹澤正祥
- 田中聖二
- 田邊秀樹
- ディネスバラン・クリシュナン
- 豊島直哉
- 中園真司
- 長野正和
- 中村和史
- ナシ・マヌ
- ニリ・ラトゥ
- 苫谷直樹
- パウリアシ・マヌ
- パウロ・ナワル
- 林泰基
- 藤田哲啓
- ブルース・ファーガソン
- ブレット・ガレスピー
- マーク・リー
- 三浦修五郎
- 村上玲央
- 村田毅
- 茂木大輔
- 茂手木亮
- 山下大悟
- 山根皓太
- 山本昌三郎
- リーバイ・アウムア
- レネ・レンジャー
- 久富雄一
- 浅原拓真
- 加藤凌悠
- デイヤン・ファンダーウエストハイゼン
- 小野広大
- 木津武士
- 郷雄貴
- 濱野隼也
- 土一海人
- 木村勇大
- 廣田耀規
- シオネ・ブナ
- パーカーアッシュ
- 小野雄貴
- 千布亮輔
- 古川浩太郎
- 田中元珠
- 北原璃久
- ジョセファ・リリダム
- 竹中祥
- チャンス・ペニー
- トンガモセセ
- TJ・ファイアネ
- ブレンデン・ジャメンズ
- 吉川遼

【2024年5月退団】
- ゼファニア・トゥイノナ
- 松井佑太
- 川井太貴

【2024年7月退団】
- 橋本法史
- 染山茂範

【2025年5月退団】
- 笠原雄太
- 山口泰雅
- 山崎基生
- 森屋颯太
- ローリー・アーノルド
- オーガスティン・プル
- 水間夢翔

## 活動自粛

### 薬物事件
2020年3月5日、日野自動車は、所属選手ジョエル・エバーソンがコカインを使用したとして麻薬及び向精神薬取締法違反容疑で警視庁に逮捕されたことを受け、ラグビー部（日野レッドドルフィンズ）の無期限活動自粛を決めた。これによりジャパンラグビートップリーグ2020のシーズンの残り試合を辞退する意向を示した。
新型コロナウイルス感染症の世界的流行により、2020年1月12日に始まったジャパンラグビートップリーグ2020は、2月23日の対戦を最後に実施されておらず、3月23日には全試合の打ち切りが発表された。

### 合宿中の破壊行為など
2023年2月3日付で、日野自動車はラグビー部（日野レッドドルフィンズ）の活動の無期限停止を発表した。リーグワン2022-23シーズン途中、全10節あるうち第5節の試合前日での決定となった。
原因となる事件は、大分県での合宿中、2022年10月31日深夜に、選手23人、スタッフ1人の計24人で飲食店を訪れ、選手7人が服を脱ぐ、セクハラ行為を行う、物品を破壊する、チーム名を偽るなどの行為である。なお、チーム名を偽ったことについては、飲食中での店員との会話レベルであり、その場ですぐ店員に訂正したと日野自動車の志賀得一部長は説明している。
3か月後、2023年2月1日の週刊文春のネット報道「文春オンライン」により事件が明らかになった。
これに対し、2月2日に日野レッドドルフィンズは「すでに解決した問題である」と表明し、2日後の2月4日に行われる試合の出場メンバーを発表していた。
しかし大きな批判を受け、翌2月3日（試合の前日）に日野自動車は、日野レッドドルフィンズの活動無期限停止を発表、翌日の試合を辞退することになった。
日野レッドドルフィンズからリーグワンへの報告は、週刊誌報道日が近くなった2023年1月28日だった。報告を受けたリーグワンは、事件が明るみに出た後もまだ処分の検討中で、開催予定の試合を中止する判断をしていなかった。リーグワンの東海林一専務理事は2月3日の夜、「報告が遅れたために、適切な対応が一緒に取れなかったのは遺憾」と会見で述べた。
報道が出るまでの3か月間、事件を公表しなかったことについて、2月3日の会見で日野自動車の志賀得一部長は「先方との守秘義務に従った」としたが、示談という形で日野レッドドルフィンズ側から守秘義務を提案したことを明かした。
3月3日、日野は順位決定戦・入れ替え戦を含めシーズン残り全試合の辞退を発表し、次シーズンは3部降格が決まった。
3月15日、日本ラグビーフットボール協会は日野レッドドルフィンズをけん責処分とした。
2023年4月から、チーム活動を再開。